# Wilhelm Becker (Astronom)
Wilhelm Becker (* 3. Juli 1907 in Münster, Westfalen; † 20. November 1996 in Binningen) war ein deutscher Astronom und ordentlicher Professor für Astronomie in der Schweiz.
Becker, Bruder des Astronomen Friedrich Becker, studierte an der Universität Berlin. Er war von 1933 bis 1945 an der Universität München, am Astrophysikalischen Observatorium Potsdam, an der Universität Wien und der Universität Göttingen tätig. Danach wurde er außerordentlicher Professor an der Universität Hamburg und 1953 ordentlicher Professor am Astronomischen Institut in Basel. Ab 1953 war er zudem Direktor der Universitätssternwarte Basel. Sein Hauptarbeitsgebiet lag auf dem Gebiet der Spektrophotometrie.
Er war verheiratet und lebte in Binningen.

## Ehrungen
Im Jahr 1966 erhielt Becker die Carl-Friedrich-Gauß-Medaille der Braunschweigischen Wissenschaftlichen Gesellschaft. 1968 wurde er korrespendierendes Mitglied der Mainzer Akademie der Wissenschaften und der Literatur und in Wien Mitglied der Österreichischen Akademie der Wissenschaften. Die Universität Istanbul ernannte ihn 1973 zum Ehrendoktor, 1975 die Universität Münster. 1976 wurde er mit dem Großen Verdienstkreuz der Bundesrepublik Deutschland ausgezeichnet. Im Jahre 1977 erhielt er die Karl-Schwarzschild-Medaille der Astronomischen Gesellschaft für seine Arbeit Die galaktische Struktur aus optischen Beobachtungen. Seit 1974 war er korrespondierendes Mitglied der Braunschweigischen Wissenschaftlichen Gesellschaft.

## Buchveröffentlichungen (Auswahl)
- Materie im interstellaren Raum. 1938.
- Sterne und Sternsysteme. 1942; 2. Auflage 1950.
- Über die Notwendigkeit einer Reform der astronomischen Integralphotometrie. 1946.
- als Hrsg.: Newcomb-Engelmann, Populäre Astronomie. 1948.